# Onthophagus hirtuosus
Onthophagus hirtuosus är en skalbaggsart som beskrevs av Gillet 1930. Onthophagus hirtuosus ingår i släktet Onthophagus och familjen bladhorningar. Inga underarter finns listade i Catalogue of Life.